# Jukka Rauhala
Jukka Rauhala, född den 1 mars 1959 i Muurame, Finland, är en finländsk brottare som tog OS-brons i lättviktsbrottning i fristilsklassen 1984 i Los Angeles. 